# Hypochthonius luteus
Hypochthonius luteus är en kvalsterart som beskrevs av Oudemans 1917. Hypochthonius luteus ingår i släktet Hypochthonius och familjen Hypochthoniidae. Inga underarter finns listade i Catalogue of Life.